# Екатериновка (Барышский район)
Екатериновка — деревня в составе Поливановского сельского поселения Барышского района Ульяновской области. 

## География
Находится на расстоянии примерно 3 километров по прямой на восток от районного центра города Барыш.

## История
На 1900 год прихожан, которые ходили в Троицкую церковь села Троицкое-Куроедово (ныне Барыш), в деревне Екатериновке (при рч. Мочкалейке; н. р.) в 32 дворах жило: 97 м. и 102 ж.;
В 1913 году в деревне было 29 дворов, 186 жителей.

## Население
Население составляло 73 человека в 2002 году (79% русские), 71 по переписи 2010 года.